# Dactylaea
Dactylaea es un género de plantas herbáceas perteneciente a la familia de las apiáceas.  Comprende 2 especies descritas y  aceptadas.

## Taxonomía
El género fue descrito por (Franch.) Farille y publicado en Candollea 40: 561. 1985. La especie tipo es: Dactylaea wolffiana Fedde ex H.Wolff	

## Especies
A continuación se brinda un listado de las especies del género Dactylaea aceptadas hasta septiembre de 2012, ordenadas alfabéticamente. Para cada una se indica el nombre binomial seguido del autor, abreviado según las convenciones y usos.
- Dactylaea schizopetala (Franch.) Farille
- Dactylaea wolffiana Fedde ex H.Wolff